# La Symphonie pastorale (Bonnard)
Pour les articles homonymes, voir La Symphonie pastorale.
La Symphonie pastorale est un tableau réalisé par le peintre français Pierre Bonnard entre 1916 et 1920. De format horizontal, cette huile sur toile est une pastorale qui représente différentes figures avec des animaux devant un paysage, en particulier une femme occupée à la traite d'une vache sur la gauche. Reçue en don en 2009, l'œuvre est conservée au musée d'Orsay, à Paris.